# カプロン酸アリル
カプロン酸アリル（カプロンさんアリル、Allyl caproateまたはAllyl hexanoate）は、化学式C9H16O2で表されるカルボン酸エステルの一種。ヘキサン酸アリルとも呼ばれる。天然にはパイナップル、イチゴ、ジャガイモ、マッシュルームなどに含まれる。

## 用途
パイナップルのような香りを持ち、パイナップルやリンゴ・アンズなどの香りの食品用香料の調合原料、口紅や香水の原料として使用される。柑橘類に添加すると、甘くジューシーな香りを持たせる効果がある。

## 製法
塩化カプロイルとアリルアルコールを反応させる方法と、アリルアルコールとカプロン酸に硫酸を加えて煮沸した後、水蒸気蒸留する方法とがある。